# Blessthefall
Blessthefall – amerykańska grupa wykonująca muzykę z pogranicza takich gatunków jak metalcore, screamo czy post hardcore. Zespół powstał w 2004 roku w Arizonie.

## Muzycy
Obecny skład zespołu
- Beau Bokan – śpiew
- Eliot Gruenberg – gitara rytmiczna
- Eric Lambert – gitara prowadząca
- Jared Warth – gitara basowa, śpiew
- Matt Traynor – perkusja

Byli członkowie zespołu
- Miles Bergsma – gitara
- Craig Mabbitt – śpiew (2004-2007)
- Mike Frisby – gitara rytmiczna

## Historia
Blessthefall został założony w 2004 przez dwóch licealistów, Mike'a Frisby'ego i Matta Traynora. Później dołączyli do nich Jared Warth i Craig Mabbitt. W 2005 zespół nagrał 3-utworowe EP z Erikiem Lambertem po odejściu Milesa Bergsmy. Idąc za tym podpisywaniem się, zespół zaczął tour z większymi zespołami takimi jak: Norma Jean i Alesana. W kwietniu 2007 zespół wypuścił debiutancki album His Last Walk. W lecie 2007 zespół objechał Stany Zjednoczone na Warpped Tour, po którym zespół dołączył do Black on Black Tour. Gra obok zespołów takich jak: Escape the Fate, TheWordAlive itp. W 2007 roku Craig Mabbitt opuścił Blessthefall. Zastąpił go Beau Bokan i po 2 latach (2009) nagrali album Witness.

## Dyskografia
Minialbumy
- Black Rose Dying EP (2005)
- Blessthefall EP (2006)

Albumy
- His Last Walk (2007)
- Witness (2009)
- Awakening(2011)
- Hollow Bodies (2013)
- To Those Left Behind (2015)
- Hard Feelings (2018)

Single
- Higinia (2006)
- Guys Like You Make Us Look Bad (2007)
- A Message To The Unknown (2007)
- Rise Up (2007)
- I Wouldn't Quit If Everyone Quit (2007)
- To Hell And Back (2008)
- God Wears Gucci (2009)
- What's Left Of Me (2010)
- Promised Ones (2011)
- The Reign (2012)
- You wear a crown but you're no king (2013)
- Deja vu (2013)

## Teledyski
| Rok  | Tytuł                            |
| ---- | -------------------------------- |
| 2006 | "Black Rose Dying"               |
| 2006 | "Times Like These"               |
| 2007 | "Higinia"                        |
| 2007 | "Guys Like You Make Us Look Bad" |
| 2007 | "A Message To The Unknown"       |
| 2008 | "Rise Up"                        |
| 2008 | "To Hell and Back"               |
| 2009 | "What's Left Of Me"              |
| 2011 | "BottomFeeder"                   |
| 2011 | "Promised Ones"                  |
| 2012 | "The Reign"                      |

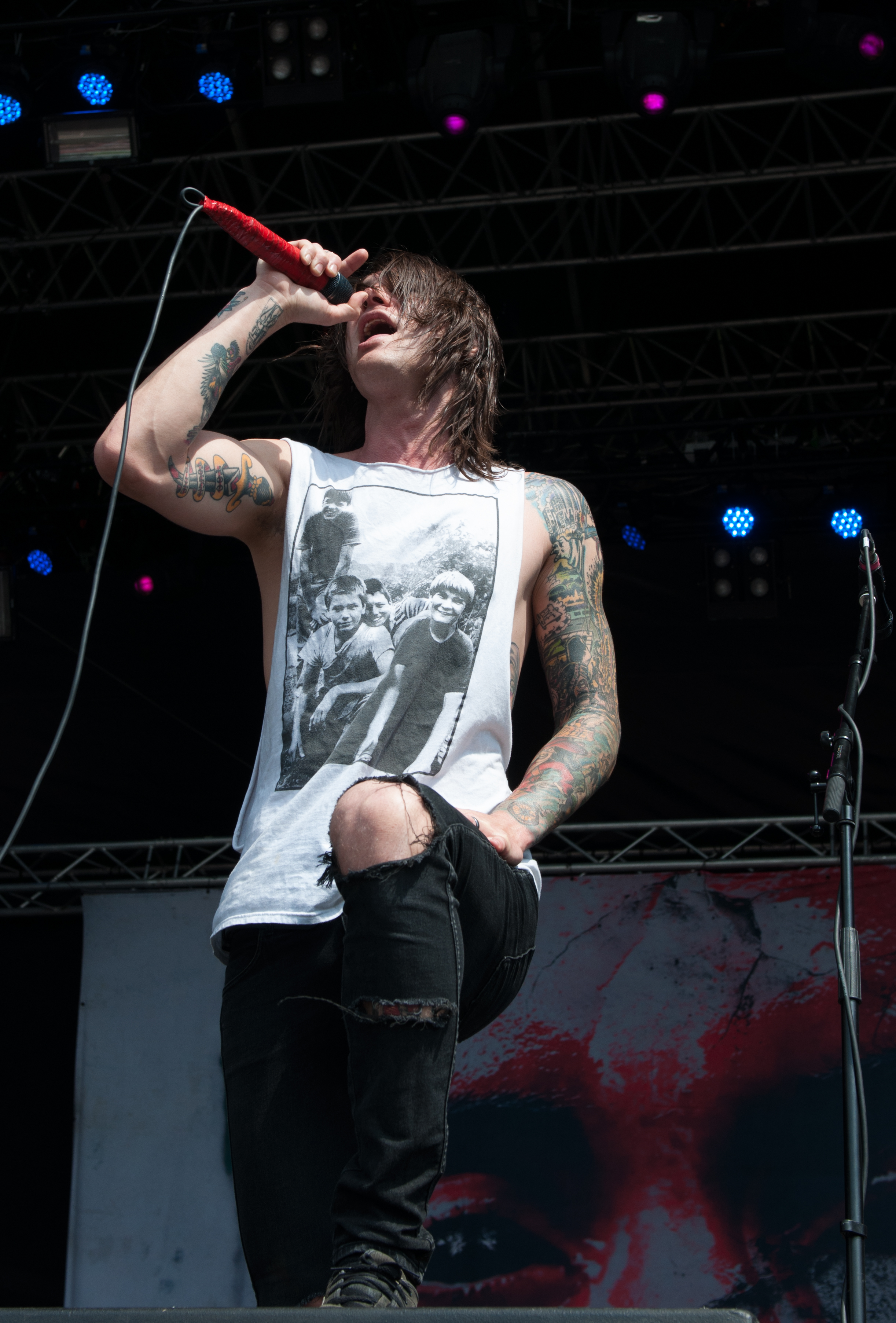
Beau Bokan, 2014
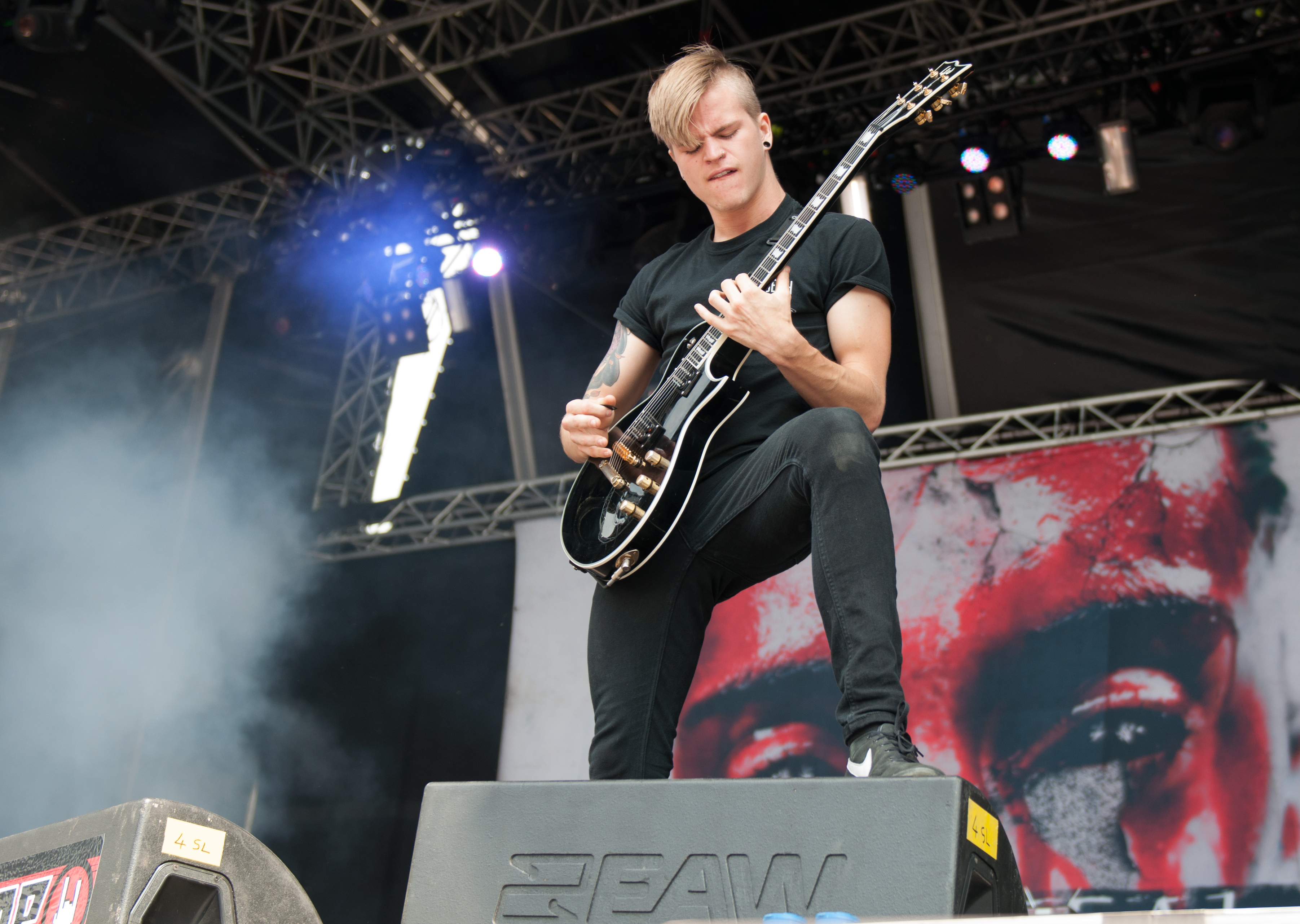
Elliott Gruenberg, 2014
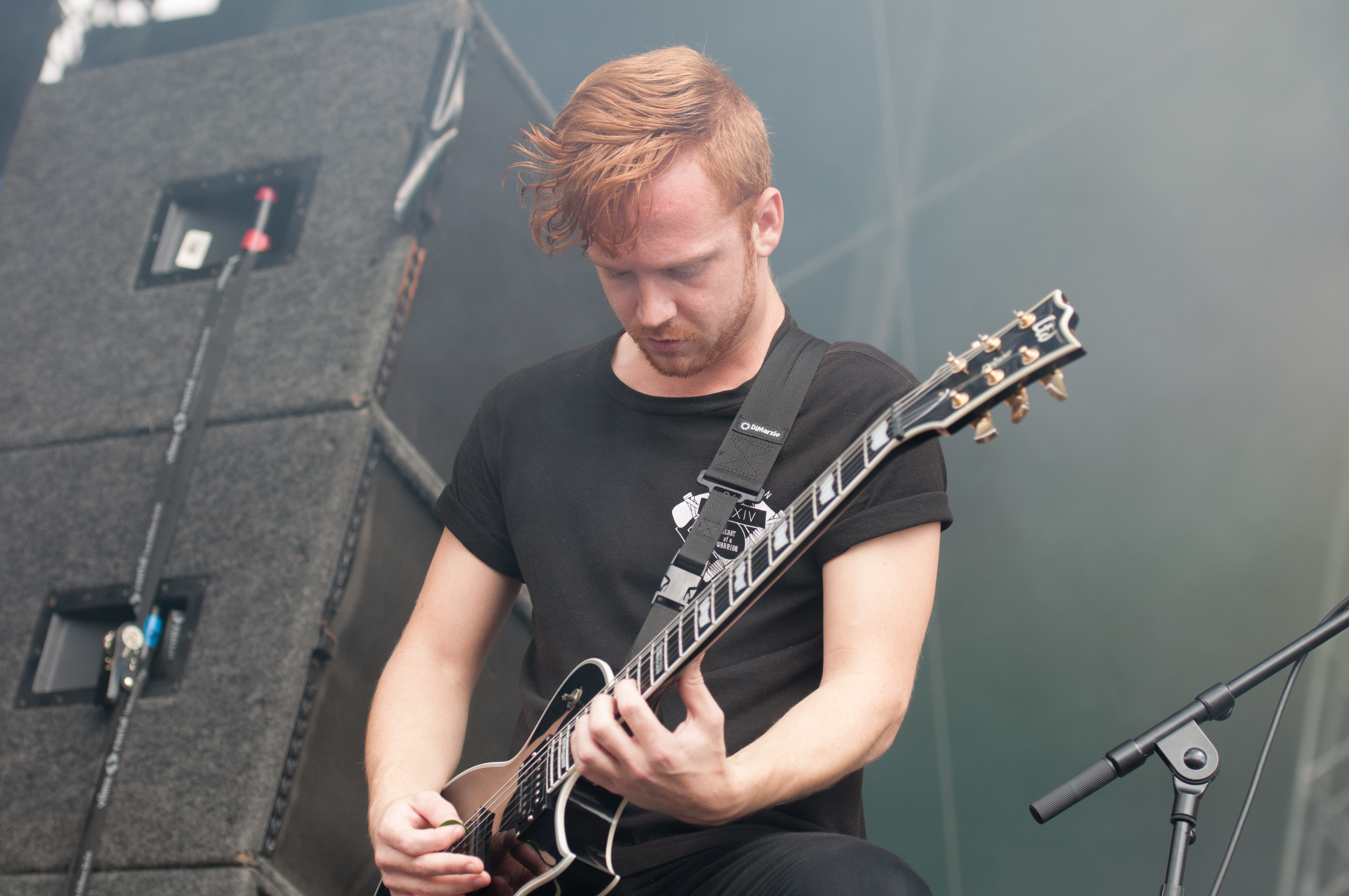
Eric Lambert, 2014
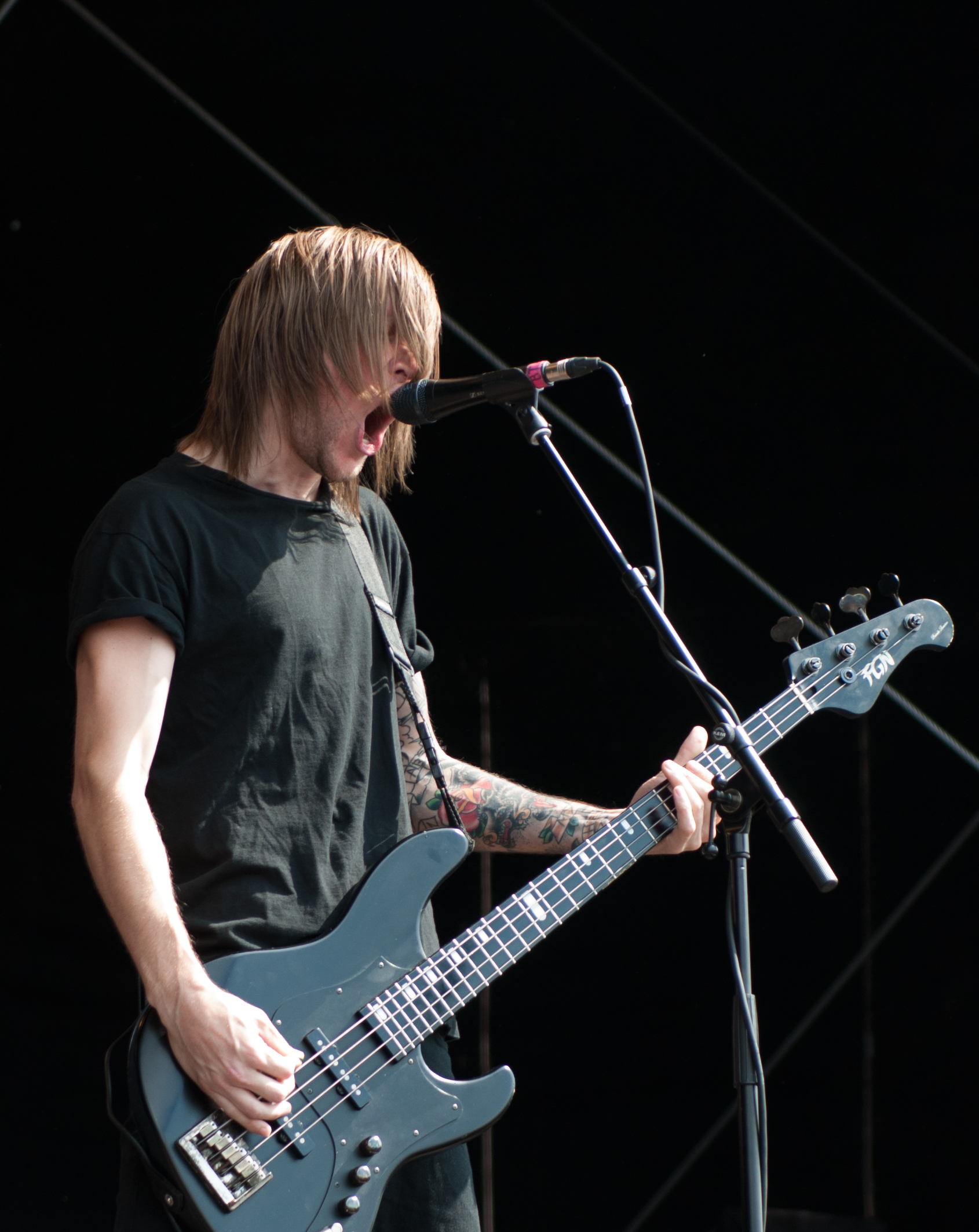
Jared Warth, 2014